# 维卢布勒姆县

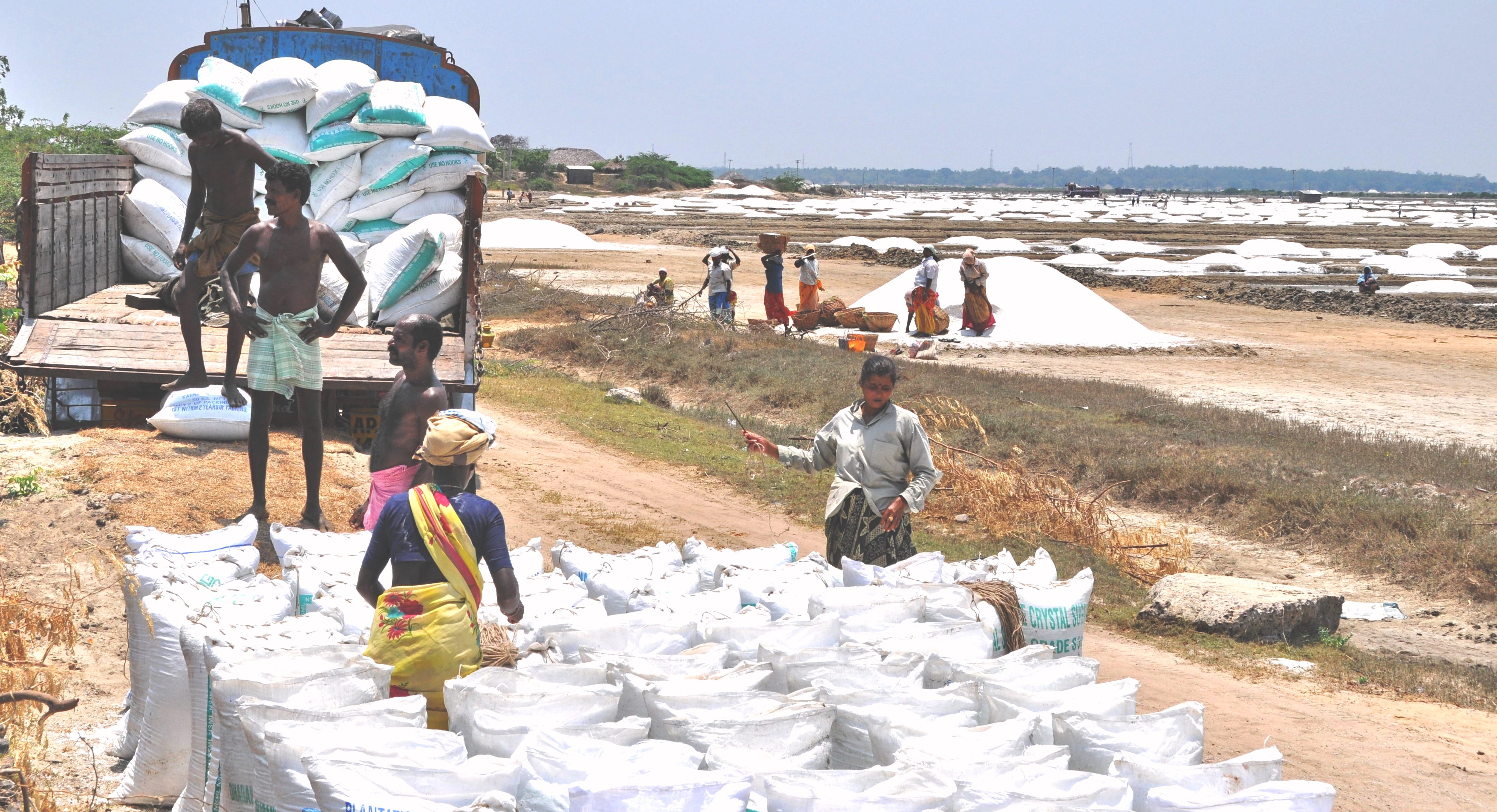

维卢布勒姆县（Viluppuram district）是印度的一個縣，位於該國南部，由泰米爾納德邦負責管轄，面積7,250平方公里，識字率為64.68%，2011年人口3,463,284，人口密度每平方公里478人。